# Sarabotys ferriterminalis
Sarabotys ferriterminalis är en fjärilsart som beskrevs av Munroe 1964. Sarabotys ferriterminalis ingår i släktet Sarabotys och familjen Crambidae. Inga underarter finns listade i Catalogue of Life.